# Ctenotus inornatus
Ctenotus inornatus este o specie de șopârle din genul Ctenotus, familia Scincidae, descrisă de Gray 1845. A fost clasificată de IUCN ca specie cu risc scăzut. Conform Catalogue of Life specia Ctenotus inornatus nu are subspecii cunoscute.